# NGC 695

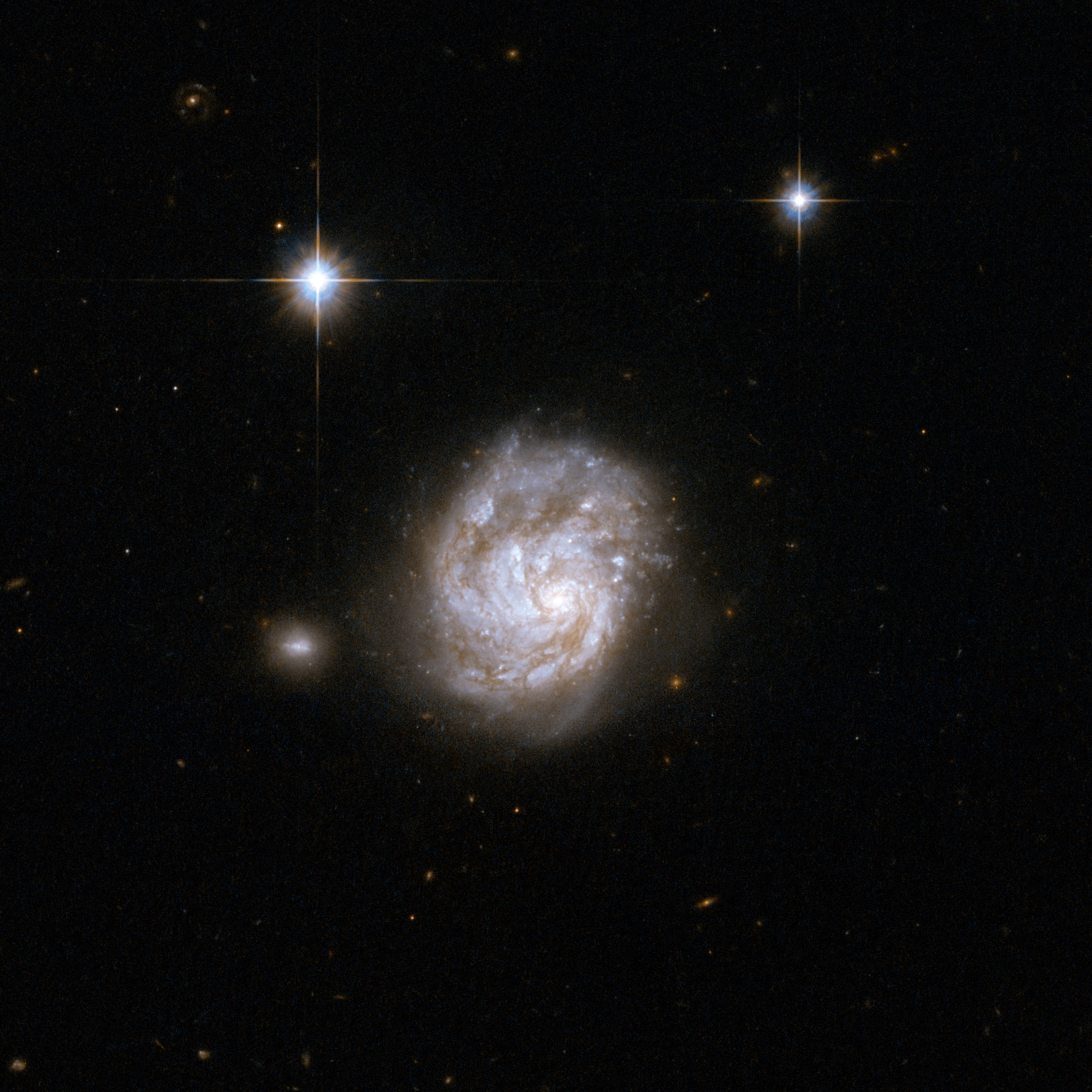
NGC 695 par le télescope spatial Hubble.

NGC 695 est une galaxie spirale relativement éloignée et située dans la constellation du Bélier. NGC 695 a été découverte par l'astronome germano-britannique William Herschel en 1786.

## Caractéristiques
Sa vitesse par rapport au fond diffus cosmologique est de 9 445 ± 20 km/s, ce qui correspond à une distance de Hubble de 139,5 ± 9,8 Mpc (∼455 millions d'al).

### Morphologie
Malgré sa classification S0? pec par la base de données NASA/IPAC et par Wolfgang Steinicke, NGC 695 présente des bras spiraux nettement visibles sur la photo captée par le télescope Hubble. Selon les écrits sur le site de la photo, c'est une galaxie spirale perturbée vue de face avec des bras spiraux peu enroulés.

### Luminosité dans l'infrarouge
NGC 695 brille fortement dans l'infrarouge (LIRG de l'anglais « luminous infrared galaxy ») et elle présente une large raie HI. La luminosité de la galaxie de NGC 695 dans l'infrarouge lointain (de 40 à 400 µm) est égale à 3,09 × 1011 {\displaystyle L_{\odot }} (1011,49{\displaystyle L_{\odot }}) et sa luminosité totale dans l'infrarouge (de 8 à 1 000 µm) est de 4,27 × 1011 {\displaystyle L_{\odot }} (1011,63{\displaystyle L_{\odot }}).

## Groupe de NGC 691
NGC 695 est à environ 140 Mpc (∼457 millions d'al) de nous et elle n'est donc pas un membre du groupe de NGC 691 malgré sa proximité sur la sphère céleste avec les galaxies de ce groupe qui sont en moyenne à une distance d'environ 40 Mpc (∼130 millions d'al).